# X-SAMPA
X-SAMPA (en anglais eXtended Speech Assessment Methods Phonetic Alphabet) est une variante de SAMPA développée en 1995 par John C. Wells, professeur de phonétique à l'Université de Londres. Ce jeu de caractères phonétiques utilisable sur ordinateur utilisant les caractères ASCII 7-bits imprimables fut conçu pour unifier les différents alphabets SAMPA et les étendre pour couvrir tout l'alphabet phonétique international (API).

## Résumé

### Caractéristiques
- Les symboles de l'API qui correspondent à des minuscules latines ont la même valeur en X-SAMPA.
- X-SAMPA utilise une barre oblique inversée pour créer de nouveaux symboles. Par exemple, O et O\ ne représentent pas du tout le même son.
- Les diacritiques X-SAMPA suivent le symbole qu'ils modifient. À l'exception de ~, = et `, ils sont joints à ce symbole par le caractère _.
- Les nombres _1 à _6 sont réservés pour les langues à ton.

### Minuscules
| X-SAMPA   | API    | Description                                        |
| --------- | ------ | -------------------------------------------------- |
| a         | a      | Voyelle basse antérieure non arrondie              |
| b         | b      | Consonne occlusive bilabiale voisée                |
| b_<       | ɓ      | Consonne occlusive injective bilabiale voisée      |
| c         | c      | Consonne occlusive palatale sourde                 |
| d         | d      | Consonne occlusive alvéolaire voisée               |
| d`        | ɖ      | Consonne occlusive rétroflexe voisée               |
| d_<       | ɗ      | Consonne injective alvéolaire voisée               |
| e         | e      | Voyelle moyenne supérieure antérieure non arrondie |
| f         | f      | Consonne fricative labio-dentale sourde            |
| g         | g ou ɡ | Consonne occlusive vélaire voisée                  |
| g_<       | ɠ      | Consonne injective vélaire voisée                  |
| h         | h      | Consonne fricative glottale sourde                 |
| h\        | ɦ      | Consonne fricative glottale voisée                 |
| i         | i      | Voyelle haute antérieure non arrondie              |
| j         | j      | Consonne spirante palatale voisée                  |
| j\        | ʝ      | Consonne fricative palatale voisée                 |
| k         | k      | Consonne occlusive vélaire sourde                  |
| l         | l      | Consonne spirante latérale alvéolaire voisée       |
| l`        | ɭ      | Consonne spirante latérale rétroflexe voisée       |
| l\        | ɺ      | Consonne battue latérale alvéolaire voisée         |
| m         | m      | Consonne occlusive nasale bilabiale voisée         |
| n         | n      | Consonne occlusive nasale alvéolaire voisée        |
| n`        | ɳ      | Consonne occlusive nasale rétroflexe voisée        |
| o         | o      | Voyelle moyenne supérieure postérieure arrondie    |
| p         | p      | Consonne occlusive bilabiale sourde                |
| p\        | ɸ      | Consonne fricative bilabiale sourde                |
| q         | q      | Consonne sourde uvulaire occlusive                 |
| r         | r      | Consonne roulée alvéolaire voisée                  |
| r`        | ɽ      | Consonne battue rétroflexe voisée                  |
| r\        | ɹ      | Consonne spirante alvéolaire voisée                |
| r\`       | ɻ      | Consonne spirante rétroflexe centrale              |
| s         | s      | Consonne fricative alvéolaire sourde               |
| s`        | ʂ      | Consonne fricative rétroflexe sourde               |
| s\        | ɕ      | Consonne fricative alvéolo-palatale sourde         |
| t         | t      | Consonne occlusive alvéolaire sourde               |
| t`        | ʈ      | Consonne occlusive rétroflexe sourde               |
| u         | u      | Voyelle haute postérieure arrondie                 |
| v         | v      | Consonne fricative labio-dentale voisée            |
| v\ (ou P) | ʋ      | Consonne spirante labio-dentale voisée             |
| w         | w      | Consonne spirante labio-vélaire voisée             |
| x         | x      | Consonne fricative vélaire sourde                  |
| x\        | ɧ      | Consonne fricative palatale-vélaire sourde         |
| y         | y      | Voyelle haute antérieure arrondie                  |
| z         | z      | Consonne fricative alvéolaire voisée               |
| z`        | ʐ      | Consonne fricative rétroflexe voisée               |
| z\        | ʑ      | Consonne fricative alvéolo-palatale voisée         |

### Majuscules
| X-SAMPA   | API | Description                                              |
| --------- | --- | -------------------------------------------------------- |
| A         | ɑ   | Voyelle basse postérieure non arrondie                   |
| B         | β   | Consonne fricative bilabiale voisée                      |
| B\        | ʙ   | Consonne roulée bilabiale voisée                         |
| C         | ç   | Consonne palatale fricative sourde                       |
| D         | ð   | Consonne fricative dentale voisée                        |
| E         | ɛ   | Voyelle moyenne inférieure antérieure non arrondie       |
| F         | ɱ   | Consonne occlusive nasale labio-dentale voisée           |
| G         | ɣ   | Consonne fricative vélaire voisée                        |
| G\        | ɢ   | Consonne occlusive uvulaire voisée                       |
| G\_<      | ʛ   | Consonne injective uvulaire voisée                       |
| H         | ɥ   | Consonne spirante labio-palatale voisée                  |
| H\        | ʜ   | Consonne fricative épiglottale sourde                    |
| I         | ɪ   | Voyelle haute inférieure antérieure non arrondie         |
| I\        | ᵻ   | Voyelle haute centrale lax non arrondie (pas dans l'API) |
| J         | ɲ   | Consonne occlusive nasale palatale voisée                |
| J\        | ɟ   | Consonne occlusive palatale voisée                       |
| J\_<      | ʄ   | Consonne injective palatale voisée                       |
| K         | ɬ   | Consonne alvéolaire latérale fricative sourde            |
| K\        | ɮ   | Consonne alvéolaire latérale fricative voisée            |
| L         | ʎ   | Consonne spirante latérale palatale voisée               |
| L\        | ʟ   | Consonne spirante latérale vélaire voisée                |
| M         | ɯ   | Voyelle haute postérieure non arrondie                   |
| M\        | ɰ   | Consonne spirante vélaire voisée                         |
| N         | ŋ   | Consonne occlusive nasale vélaire voisée                 |
| N\        | ɴ   | Consonne occlusive nasale uvulaire voisée                |
| O         | ɔ   | Voyelle moyenne inférieure postérieure arrondie          |
| O\        | ʘ   | Clic bilabial                                            |
| P (ou v\) | ʋ   | Consonne spirante labio-dentale voisée                   |
| Q         | ɒ   | Voyelle basse postérieure arrondie                       |
| R         | ʁ   | Consonne fricative uvulaire voisée                       |
| R\        | ʀ   | Consonne roulée uvulaire voisée                          |
| S         | ʃ   | Consonne fricative post-alvéolaire sourde                |
| T         | θ   | Consonne fricative dentale sourde                        |
| U         | ʊ   | Voyelle haute inférieure postérieure arrondie            |
| U\        | ᵿ   | Voyelle haute centrale lax arrondie (pas dans l'API)     |
| V         | ʌ   | Voyelle moyenne inférieure postérieure non arrondie      |
| W         | ʍ   | Consonne fricative labio-vélaire sourde                  |
| X         | χ   | Consonne fricative uvulaire sourde                       |
| X\        | ħ   | Consonne fricative pharyngale sourde                     |
| Y         | ʏ   | Voyelle haute inférieure antérieure arrondie             |
| Z         | ʒ   | Consonne fricative post-alvéolaire voisée                |

### Autres caractères
| X-SAMPA   | API | Description                                                     |
| --------- | --- | --------------------------------------------------------------- |
| .         | .   | Fin de syllabe                                                  |
| "         | ˈ   | Accent tonique principal                                        |
| %         | ˌ   | Accent tonique secondaire                                       |
| ' (ou _j) | ʲ   | Palatalisation                                                  |
| :         | ː   | Long                                                            |
| :\        | ˑ   | Mi-long                                                         |
| -         |     | Séparateur                                                      |
| @         | ə   | Schwa                                                           |
| @\        | ɘ   | Voyelle moyenne supérieure centrale non arrondie                |
| {         | æ   | Voyelle basse supérieure antérieure non arrondie                |
| }         | ʉ   | Voyelle haute centrale arrondie                                 |
| 1         | ɨ   | Voyelle haute centrale non arrondie                             |
| 2         | ø   | Voyelle moyenne supérieure antérieure arrondie                  |
| 3         | ɜ   | Voyelle moyenne inférieure centrale non arrondie                |
| 3\        | ɞ   | Voyelle moyenne inférieure centrale arrondie                    |
| 4         | ɾ   | Consonne battue alvéolaire voisée                               |
| 5         | ɫ   | Consonne spirante alvéolaire latérale vélarisée (voir aussi _e) |
| 6         | ɐ   | Voyelle basse supérieure centrale                               |
| 7         | ɤ   | Voyelle moyenne supérieure postérieure non arrondie             |
| 8         | ɵ   | Voyelle moyenne supérieure centrale arrondie                    |
| 9         | œ   | Voyelle moyenne inférieure antérieure arrondie                  |
| &         | ɶ   | Voyelle basse antérieure arrondie                               |
| ?         | ʔ   | Coup de glotte                                                  |
| ?\        | ʕ   | Consonne fricative pharyngale voisée                            |
| *         |     | Caractère non défini                                            |
| /         |     | Ambiguïté dans les voyelles françaises                          |
| <         |     |                                                                 |
| <\        | ʢ   | Consonne fricative épiglottale voisée                           |
| >         |     |                                                                 |
| >\        | ʡ   | Consonne occlusive épiglottale voisée                           |
| ^         | ↑   | Montée du ton                                                   |
| !         | ↓   | Descente du ton                                                 |
| !\        | ǃ   | Clic post-alvéolaire                                            |
| \|        |     | Groupe mineur                                                   |
| \|\       | ǀ   | Clic dental                                                     |
| \|\|      |     | Groupe majeur                                                   |
| \|\\|\    | ǁ   | Clic latéral alvéolaire                                         |
| =\        | ǂ   | Clic palatal                                                    |
| -\        | ‿   | Marque de liaison                                               |

### Diacritiques
| X-SAMPA   | API | Description |
| --------- | --- | --- |
| _"        | ̈    | Centralisé |
| _+        | ̟    | Avancé |
| _-        | ̠    | Rétracté |
| _/        | ˇ   | Ton montant |
| _0        | ̥    | Consonne sourde |
| _<        |     | Consonne injective (l'API utilise des symboles distincts pour les injectives)                                                               |
| = (ou _=) | ̩    | syllabique |
| _>        | ʼ   | Consonne éjective |
| _?\       | ˤ   | Pharyngalisation |
| _\        | ˆ   | Ton descendant |
| _^        | ̯    | Non-syllabique |
| _}        | ̚    | Finale non audible |
| `         | ˞   | Rhotacisation pour les voyelles, rétroflexion pour les consonnes (l'API utilise un symbole distinct pour les consonnes, t` pour un exemple) |
| ~ (ou _~) | ̃    | Nasalisation |
| _A        | ̘    | Arrière de la langue avancée |
| _a        | ̺    | Voyelle apicale |
| _B        | ̏    | Ton très bas |
| _B_L      |     | Ton bas montant |
| _c        | ̜    | Moins arrondie |
| _d        | ̪    | Consonne dentale |
| _e        | ̴    | Vélarisation ou pharyngalisation ; voir aussi 5                                                                                             |
| <F>       |     | Ton globalement descendant |
| _F        | ̂    | Ton descendant |
| _G        | ˠ   | Vélarisation |
| _H        | ́    | Ton haut |
| _H_T      |     | Ton haut montant |
| _h        | ʰ   | Aspiration |
| _j (ou ') | ʲ   | Palatalisation |
| _k        | ̰    | Laryngalisation |
| _L        | ̀    | Ton bas |
| _l        | ˡ   | Finale latérale |
| _M        | ̄    | Ton moyen |
| _m        | ̻    | Consonne laminale |
| _N        | ̼    | Consonne linguo-labiale |
| _n        | ⁿ   | nasal release |
| _O        | ̹    | Plus arrondi |
| _o        | ̞    | Plus bas |
| _q        | ̙    | Arrière de la langue rétracté |
| <R>       |     | Ton globalement ascendant |
| _R        | ̌    | Ton ascendant |
| _R_F      |     | Ton ascendant puis descendant |
| _r        | ̝    | Augmenté |
| _T        | ̋    | Ton très haut |
| _t        | ̤    | Murmure |
| _v        | ̬    | Consonne voisée |
| _w        | ʷ   | Labialisation |
| _X        | ̆    | Très court |
| _x        | ̽    | mi-centralisé |